# Oligodranes flavus
Oligodranes flavus är en tvåvingeart som beskrevs av Paramonov 1929. Oligodranes flavus ingår i släktet Oligodranes och familjen svävflugor. Inga underarter finns listade i Catalogue of Life.